# Beni Slimane
Beni Slimane è un comune dell'Algeria, situato nella provincia di Médéa.